# Сена Шенер
Сена Шенер (тур. Sena Şener; род. 19 сентября 1998, Газиантеп) — турецкая певица. Выросла в городе Измир, а позже переехала в Стамбул. Сена Шенер имеет множество оригинальных песен, большинство из которых на английском и турецком языках. Исполняет в жанрах: инди-фолк, поп, поп-рок, а также в жанре электронной музыки.
Композиции, принесшие ей популярность:
Feel (2016)
Fly Above (2021)
Оба совместно с другим турецким исполнителем электронной музыки Махмутом Орханом.